# André Julien
Pour l’article ayant un titre homophone, voir André Jullien.
Pour les articles homonymes, voir Julien.
André Julien (né André Denis Eugène Julien le 30 août 1927 à Aubagne, Bouches-du-Rhône, mort le 12 juillet 1998 dans le 14e arrondissement de Paris) est un acteur français de théâtre, de cinéma et de télévision.
Il a tourné en particulier avec Yves Boisset, Claude Sautet, Claude Berry…

## Théâtre
- 1963 : Les Enfants du soleil de Maxime Gorki, mise en scène de Georges Wilson : 2e moujik
- 1988 : Hamlet (festival d'Avignon)
- Le Placard de Jacques-Henri Pons[2]

## Filmographie partielle

### Cinéma
- 1969 : Le Jouet criminel de Adolfo Arrieta
- 1970 : Camarades de Marin Karmitz : le père de Yan
- 1974 : On s'est trompé d'histoire d'amour de Jean-Louis Bertuccelli : le chauffeur de taxi
- 1980 : Un mauvais fils de Claude Sautet
- 1981 : Cargo de Serge Dubor
- 1982 : Le Rat noir d'Amérique Court métrage de Jérôme Enrico
- 1984 : Laisse béton de Serge Le Péron
- 1985 : Diesel de Robert Kramer
- 1986 : Bleu comme l'enfer de Yves Boisset
- 1986 : 37°2 le matin de Jean-Jacques Beineix
- 1986 : Les Fugitifs de Francis Veber
- 1987 : Papillon du Vertige de Jean-Yves Carrée : Monsieur Coutard
- 1988 : Poker de Catherine Corsini
- 1993 : Germinal de Claude Berri
- 1995 : Élisa de Jean Becker : le grand-père
- 1995 : Jefferson à Paris de James Ivory : un des deux savants

### Télévision
- 1959 : En votre âme et conscience - L'Affaire Benoît" de Claude Barma
- 1961 : Les Cinq Dernières Minutes, épisode Cherchez la femme de Claude Loursais
- 1961 : La Reine Margot de René Lucot
- 1963 : La Route série télévisée de Pierre Cardinal
- 1963 : L'Eau qui dort (Les Cinq Dernières Minutes no 28) de Claude Loursais
- 1967 : Le Golem de Jean Kerchbron
- 1968 : Les Enquêtes du commissaire Maigret - Signé Picpus de Jean-Pierre Decourt : Isidore
- 1969 : Que ferait donc Faber ?  de Dolorès Grassian
- 1971 : La Duchesse de Berry de Jacques Trébouta : un gendarme
- 1971 : Les Nouvelles Aventures de Vidocq, épisode Les Chevaliers de la nuit de Marcel Bluwal
- 1990 : L'Enfant des loups de Philippe Monnier
- 1993 : Julie Lescaut épisode 3, saison 2 : Trafics de Josée Dayan : le clodo
- 1995 : L'instit (Série TV), épisode 3-02, Le crime de Valentin, de Christian Faure : Valentin
- 1996 : Le Crabe sur la banquette arrière de Jean-Pierre Vergne